# H-motor

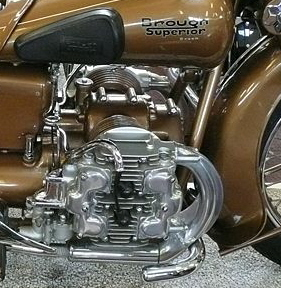
De H-motor van Brough Superior

Een H-motor is een viercilindermotor die is opgebouwd als twee boven elkaar liggende tweecilinder-boxermotoren.
Er zijn maar weinig motorfietsen met H-motoren gemaakt. Een van de bekendste is de Brough Superior 1000 FA 2 Golden Dream uit 1938, waarvan slechts 5 exemplaren gebouwd zijn.